# Bom Dia, Espírito Santo
Bom dia, Espírito Santo (Good Morning, Holy Spirit, título, é um livro religioso escrito pelo pastor e televangelista Benny Hinn. O livro foi publicado pela primeira vez em 1990, em seguida, revisto e ampliado em 2004. Tornou-se bestseller, com mais de um milhão de cópias vendidas. No Brasil, a primeira edição foi publicada pela editora Bompastor, e a segunda edição em 2010 pela Thomas Nelson Brasil. 

## Sinopse
Em Bom Dia, Espírito Santo, Hinn ensina que o Espírito Santo deve ser entendido como uma pessoa concreta da Trindade, e não apenas uma figura abstrata, apresenta descobertas e verdades que Deus lhe tem ensinado, além de descobrir como reconhecer a voz do Espírito, sete passos para uma vida de oração mais efetiva; A fonte e o propósito da unção divina; E o plano mestre de Deus.

## Índice
1. Posso mesmo conhecer-te?
2. De Jaffa aos confins do mundo
3. Tradição, tradição
4. Como uma pessoa com uma pessoa
5. De quem é a voz que você ouve?
6. Espírito, alma, corpo
7. Vento para suas velas
8. Entrada poderosa
9. Espaço para o Espírito
10. Tão perto quanto sua respiração
11. Por que você está chorando?
12. Céu na terra